# Scottish First Division 1997/98
Die Scottish Football League First Division wurde 1997/98 zum 23. Mal als nur noch zweithöchste schottische Liga unter diesem Namen ausgetragen. In der zweithöchsten Fußball-Spielklasse der Herren in Schottland traten in der Saison 1997/98 10 Klubs in insgesamt 36 Spieltagen gegeneinander an. Jedes Team spielte jeweils viermal gegen jedes andere Team. Bei Punktgleichheit zählte die Tordifferenz.
Die Meisterschaft gewann der FC Dundee, der sich damit gleichzeitig die Teilnahme an der Premier-League-Saison 1998/99 sicherte. Absteigen in die Second Division mussten Partick Thistle und Stirling Albion. Torschützenkönig mit 15 Treffern wurde James Grady vom FC Dundee.

## Statistiken

### Abschlusstabelle
| Pl. | Verein                  | Sp. | S  | U  | N  | Tore    | Diff. | Punkte |
| --- | ----------------------- | --- | -- | -- | -- | ------- | ----- | ------ |
| 1.  | FC Dundee               | 36  | 20 | 10 | 6  | 052:240 | +28   | 70     |
| 2.  | FC Falkirk              | 36  | 19 | 8  | 9  | 056:410 | +15   | 65     |
| 3.  | Raith Rovers (A)        | 36  | 17 | 9  | 10 | 051:330 | +18   | 60     |
| 4.  | Airdrieonians FC        | 36  | 16 | 12 | 8  | 042:350 | +7    | 60     |
| 5.  | Greenock Morton         | 36  | 12 | 10 | 14 | 047:480 | −1    | 46     |
| 6.  | FC St. Mirren           | 36  | 11 | 8  | 17 | 041:530 | −12   | 41     |
| 7.  | Ayr United (N)          | 36  | 10 | 10 | 16 | 040:560 | −16   | 40     |
| 8.  | Hamilton Academical (N) | 36  | 9  | 11 | 16 | 043:560 | −13   | 38     |
| 9.  | Partick Thistle         | 36  | 8  | 12 | 16 | 045:550 | −10   | 36     |
| 10. | Stirling Albion         | 36  | 8  | 10 | 18 | 040:560 | −16   | 34     |

Platzierungskriterien: 1. Punkte – 2. Tordifferenz – 3. geschossene Tore – 4. Direkter Vergleich (Punkte, Tordifferenz, geschossene Tore)
| Saison 1997/98 |

| Zum Saisonende 1996/97 |                                       |
| (A)                    | Absteiger aus der Premier Division    |
| (N)                    | Neuaufsteiger aus der Second Division |